# Championnat du monde féminin de hockey sur glace 2017
Navigation
Championnat du monde 2016 Championnat du monde 2018
Le championnat du monde féminin de hockey sur glace 2017 est la dix-neuvième édition de cette compétition organisée par la Fédération internationale de hockey sur glace (IIHF). Elle a lieu du 31 mars au 7 avril 2017 à Plymouth aux États-Unis.
Les cinq divisions inférieures sont disputées indépendamment du groupe Élite.
La compétition sert en outre de qualifications pour l'édition suivante.

## Format de la compétition
Le Championnat du monde féminin de hockey sur glace est un ensemble de plusieurs tournois regroupant les nations en fonction de leur niveau. Les meilleures équipes disputent le titre dans la Division Élite.
Les 8 équipes de la Division Élite sont réparties en deux groupes de 4 : les mieux classées dans le groupe A et les autres dans le groupe B. Chaque groupe est disputé sous la forme d'un championnat à matches simples. Les 2 premiers du groupe A sont qualifiés d'office pour les demi-finales. Les 2 derniers du groupe A et les 2 premiers du groupe B s'affrontent lors de quarts de finale croisés. Les 2 derniers du groupe B participent au tour de relégation qui détermine l'équipe qui sera reléguée en Division IA lors de l'édition de 2018.
Pour les autres divisions qui comptent 6 équipes (sauf le groupe de Qualification pour la Division IIB qui en compte 5), les équipes s’affrontent entre elles et, à l'issue de cette compétition, le premier est promu dans la division supérieure et le dernier est relégué dans la division inférieure.
Lors des phases de poule, les points sont attribués ainsi :
- 3 points pour une victoire dans le temps réglementaire ;
- 2 points pour une victoire en prolongation ou aux tirs de fusillade ;
- 1 point pour une défaite en prolongation ou aux tirs de fusillade ;
- 0 point pour une défaite dans le temps réglementaire.

## Division Élite

### Équipes
Légende : T : Tenant du titre   -   H : Pays hôte    -    P : promu de la Division IA

| \| Localisation de Plymouth Township au nord-est des États-Unis \| Localisation de Plymouth Township au nord-est des États-Unis |
| Localisation de Plymouth Township au nord-est des États-Unis                                                                    |

| Groupe A - Canada T - États-Unis H - Finlande - Russie | Groupe B - Allemagne P - Tchéquie - Suède - Suisse |

### Officiels
La fédération internationale de hockey sur glace a sélectionné 10 arbitres et 9 juges de lignes pour cette compétition.
| - Dina Allen (40) - Gabrielle Ariano-Lortie (6) - Nikoleta Celarova (27) - Anna Eskola (36) - Drahomira Fialova (35) | - Gabriella Gran (31) - Nicole Hertrich (22) - Aina Hove (24) - Miyuki Nakayama (43) - Melissa Szkola (42) |

| - Bettina Angerer (1) - Veronica Johansson (80) - Michaela Kudelova (76) - Jessica Leclerc (91) - Lisa Lennek (68) | - Ilona Novotna (58) - Natasa Pagon (79) - Johanna Tauriainen(65) - Justine Todd (53) |

### Tour préliminaire

#### Aperçu des résultats
Légende : Pr. : Prolongation   -   TF : Tirs de fusillade   

| Pays       |     |     |     |  |
| ---------- | --- | --- | --- |  |
| Canada     |     |     |     |  |
| États-Unis | 2-0 |     |     |  |
| Finlande   | 4-3 | 3-5 |     |  |
| Russie     | 0-8 | 0-7 | 2-1 |  |

| Pays      |     |        |     |  |
| --------- | --- | ------ | --- |  |
| Allemagne |     |        |     |  |
| Tchéquie  | 1-2 |        |     |  |
| Suède     | 1-3 | 3-1    |     |  |
| Suisse    | 4-2 | 2-1 TF | 1-2 |  |

#### Groupe A

##### Matches
| 31 mars 2017 | Finlande | 1-2 (0-0, 1-0, 0-2) | Russie | USA Hockey Arena 2 146 spectateurs |

| Feuille de match | Feuille de match                           | Feuille de match | Feuille de match                                                            | Feuille de match                                                                         |
| ---------------- | ------------------------------------------ | ---------------- | --------------------------------------------------------------------------- | ---------------------------------------------------------------------------------------- |
|                  | Nieminen (Karvinen, Tapani) — 26 min 6 s - | 1-0 1-1 1-2      | - Kadirova — 42 min 19 s Smolentseva (Vafina, Chibanova) — 59 min 10 s (SN) | Arbitrage : Dina Allen Nicole Hertrich Juges de lignes : Bettina Angerer Jessica Leclerc |
| Räty             | Gardiens                                   | Alexandrova      |                                                                             | Arbitrage : Dina Allen Nicole Hertrich Juges de lignes : Bettina Angerer Jessica Leclerc |
| 14 min           | Pénalités                                  | 8 min            |                                                                             | Arbitrage : Dina Allen Nicole Hertrich Juges de lignes : Bettina Angerer Jessica Leclerc |
| 26               | Tirs                                       | 19               |                                                                             | Arbitrage : Dina Allen Nicole Hertrich Juges de lignes : Bettina Angerer Jessica Leclerc |

| 31 mars 2017 | États-Unis | 2-0 (0-0, 1-0, 1-0) | Canada | USA Hockey Arena 1 3 152 spectateurs |

| Feuille de match | Feuille de match                                  | Feuille de match | Feuille de match | Feuille de match                                                                       |
| ---------------- | ------------------------------------------------- | ---------------- | ---------------- | -------------------------------------------------------------------------------------- |
|                  | Decker (Bozek) — 37 min 54 s Marvin — 44 min 49 s | 1-0 2-0          | -                | Arbitrage : Gabriella Gran Aina Hove Juges de lignes : Nataša Pagon Johanna Tauriainen |
| Hensley          | Gardiens                                          | Szabados         |                  | Arbitrage : Gabriella Gran Aina Hove Juges de lignes : Nataša Pagon Johanna Tauriainen |
| 2 min            | Pénalités                                         | 4 min            |                  | Arbitrage : Gabriella Gran Aina Hove Juges de lignes : Nataša Pagon Johanna Tauriainen |
| 30               | Tirs                                              | 18               |                  | Arbitrage : Gabriella Gran Aina Hove Juges de lignes : Nataša Pagon Johanna Tauriainen |

| 1er avril 2017 | Russie | 0-7 (0-1, 0-3, 0-3) | États-Unis | USA Hockey Arena 1 1 919 spectateurs |

| Feuille de match | Feuille de match | Feuille de match            | Feuille de match | Feuille de match                                                                       |
| ---------------- | ---------------- | --------------------------- | --- | -------------------------------------------------------------------------------------- |
|                  | -                | 0-1 0-2 0-3 0-4 0-5 0-6 0-7 | Kessel (M. Lamoureux, Decker) — 18 min 37 s Coyne (Decker, Bellamy) — 32 min 8 s J. Lamoureux (Kessel, Keller) — 33 min 4 s J. Lamoureux (Coyne, M. Lamoureux) — 39 min 37 s Decker (Knight) — 49 min 15 s Coyne (Knight, M. Lamoureux) — 59 min 39 s Decker (Bellamy, Coyne) — 59 min 53 s | Arbitrage : Anna Eskola Drahomira Fialova Juges de lignes : Ilona Novotná Justine Todd |
| Sorokina         | Gardiens         | Rooney                      | | Arbitrage : Anna Eskola Drahomira Fialova Juges de lignes : Ilona Novotná Justine Todd |
| 8 min            | Pénalités        | 8 min                       | | Arbitrage : Anna Eskola Drahomira Fialova Juges de lignes : Ilona Novotná Justine Todd |
| 14               | Tirs             | 34                          | | Arbitrage : Anna Eskola Drahomira Fialova Juges de lignes : Ilona Novotná Justine Todd |

| 1er avril 2017 | Canada | 3-4 (1-1, 1-2, 1-1) | Finlande | USA Hockey Arena 1 780 spectateurs |

| Feuille de match                                | Feuille de match | Feuille de match            | Feuille de match | Feuille de match                                                                           |
| ----------------------------------------------- | --- | --------------------------- | --- | ------------------------------------------------------------------------------------------ |
|                                                 | - Poulin (Ambrose, Johnston) — 19 min 8 s - Turnbull (Fortino, Rougeau) — 24 min 21 s - Johnston (Poulin, Larocque) — 40 min 36 s - | 0-1 1-1 1-2 2-2 2-3 3-3 3-4 | Hakala (Tapani) — 18 min 42 s - Nieminen (Tapani, Tuominen) — 21 min 1 s (SN) - Tapani (Säkkinen) — 26 min 49 s - Savolainen — 58 min 19 s | Arbitrage : Nicole Hertrich Melissa Szkola Juges de lignes : Michaela Kúdeľová Lisa Linnek |
| Maschmeyer (31 min 41 s) Lacasse ( 27 min 19 s) | Gardiens | Räty                        | | Arbitrage : Nicole Hertrich Melissa Szkola Juges de lignes : Michaela Kúdeľová Lisa Linnek |
| 8 min                                           | Pénalités | 12 min                      | | Arbitrage : Nicole Hertrich Melissa Szkola Juges de lignes : Michaela Kúdeľová Lisa Linnek |
| 38                                              | Tirs | 26                          | | Arbitrage : Nicole Hertrich Melissa Szkola Juges de lignes : Michaela Kúdeľová Lisa Linnek |

| 3 avril 2017 | Canada | 8-0 (4-0, 1-0, 3-0) | Russie | USA Hockey Arena 1 516 spectateurs |

| Feuille de match | Feuille de match | Feuille de match                                | Feuille de match | Feuille de match                                                                            |
| ---------------- | --- | ----------------------------------------------- | ---------------- | ------------------------------------------------------------------------------------------- |
|                  | Wakefield (Irwin, Agosta) — 14 min 30 s (SN) Clark (Johnston, Poulin) — 15 min 33 s Wakefield (Irwin) — 16 min 51 s Spooner (Potomak) — 18 min 37 s Ambrose (Poulin, Jenner) — 31 min 1 s (SN) Jenner (Johnston) — 44 min 56 s (SN) Agosta (Wakefield) — 46 min 41 s Potomak (Larocque, Mikkelson) — 59 min 19 s | 1-0 2-0 3-0 4-0 5-0 6-0 7-0 8-0                 | -                | Arbitrage : Nikoleta Celárová Anna Eskola Juges de lignes : Nataša Pagon Johanna Tauriainen |
| Szabados         | Gardiens | Sorokina (44 min 56 s) Alexandrova (15 min 4 s) |                  | Arbitrage : Nikoleta Celárová Anna Eskola Juges de lignes : Nataša Pagon Johanna Tauriainen |
| 8 min            | Pénalités | 14 min                                          |                  | Arbitrage : Nikoleta Celárová Anna Eskola Juges de lignes : Nataša Pagon Johanna Tauriainen |
| 41               | Tirs | 16                                              |                  | Arbitrage : Nikoleta Celárová Anna Eskola Juges de lignes : Nataša Pagon Johanna Tauriainen |

| 3 avril 2017 | États-Unis | 5-3 (1-1, 2-1, 2-1) | Finlande | USA Hockey Arena 1 1 368 spectateurs |

| Feuille de match | Feuille de match | Feuille de match                | Feuille de match                                                                                   | Feuille de match                                                                                  |
| ---------------- | --- | ------------------------------- | -------------------------------------------------------------------------------------------------- | ------------------------------------------------------------------------------------------------- |
|                  | - Knight (Kessel, Decker) — 12 min 21 s (2 SN) Coyne (Stack, Kessel) — 23 min 33 s (SN) Knight (Decker, Coyne) — 35 min 43 s (SN) - Brandt (Marvin) — 52 min 25 s J. Lamoureux — 59 min (CV) | 0-1 1-1 2-1 3-1 3-2 3-3 4-3 5-3 | Tapani (Niskanen) — 4 min 46 s - Hiirikoski (Karvinen, Hovi) — 39 min 36 s Karvinen — 49 min 4 s - | Arbitrage : Drahomira Fialova Miyuki Nakayama Juges de lignes : Bettina Angerer Michaela Kúdeľová |
| Rigsby           | Gardiens | Räty                            | | Arbitrage : Drahomira Fialova Miyuki Nakayama Juges de lignes : Bettina Angerer Michaela Kúdeľová |
| 8 min            | Pénalités | 16 min                          | | Arbitrage : Drahomira Fialova Miyuki Nakayama Juges de lignes : Bettina Angerer Michaela Kúdeľová |
| 40               | Tirs | 24                              | | Arbitrage : Drahomira Fialova Miyuki Nakayama Juges de lignes : Bettina Angerer Michaela Kúdeľová |

##### Classement
| Clt   | Équipe     | PJ | V | VP | D | DP | BP | BC | Diff | Pts |
| ----- | ---------- | -- | - | -- | - | -- | -- | -- | ---- | --- |
| +001, | États-Unis | 3  | 3 | 0  | 0 | 0  | 14 | 3  | +11  | 9   |
| +002, | Canada     | 3  | 1 | 0  | 2 | 0  | 11 | 6  | +5   | 3   |
| +003, | Finlande   | 3  | 1 | 0  | 2 | 0  | 8  | 10 | -2   | 3   |
| +004, | Russie     | 3  | 1 | 0  | 2 | 0  | 2  | 16 | -14  | 3   |

- Qualifié pour les demi-finales
- Qualifié pour les quarts de finale

Pour les significations des abréviations, voir statistiques du hockey sur glace.
Nota : pour départager les ex aequo, les règles suivantes sont appliquées : 1. Nombre de points, 2. Nombre de points lors d'une confrontation directe, 3. Différence de buts lors des confrontations directes, 4. Nombre de buts marqués lors des confrontations directes, 5. résultat contre la ou les équipes les mieux classées les plus proches en dehors des équipes à égalité, 6. tirage au sort.

#### Groupe B

##### Matches
| 31 mars 2017 | République tchèque | 1-2 (TB) (0-0, 1-0, 0-1, 0-0, 0-1) | Suisse | USA Hockey Arena 1 428 spectateurs |

| Feuille de match | Feuille de match              | Feuille de match | Feuille de match                                          | Feuille de match                                                                           |
| ---------------- | ----------------------------- | ---------------- | --------------------------------------------------------- | ------------------------------------------------------------------------------------------ |
|                  | Vanišová — 34 min 18 s (IN) - | 1-0 1-1 1-2      | - Raselli (Müller) — 56 min 15 s (SN) Meier — 65 min (TB) | Arbitrage : Miyuki Nakayama Melissa Szkola Juges de lignes : Michaela Kúdeľová Lisa Linnek |
| Peslarová        | Gardiens                      | Schelling        |                                                           | Arbitrage : Miyuki Nakayama Melissa Szkola Juges de lignes : Michaela Kúdeľová Lisa Linnek |
| 12 min           | Pénalités                     | 10 min           |                                                           | Arbitrage : Miyuki Nakayama Melissa Szkola Juges de lignes : Michaela Kúdeľová Lisa Linnek |
| 31               | Tirs                          | 31               |                                                           | Arbitrage : Miyuki Nakayama Melissa Szkola Juges de lignes : Michaela Kúdeľová Lisa Linnek |

| 31 mars 2017 | Suède | 1-3 (0-0, 1-3, 0-0) | Allemagne | USA Hockey Arena 1 480 spectateurs |

| Feuille de match | Feuille de match            | Feuille de match | Feuille de match                                                                                                  | Feuille de match                                                                             |
| ---------------- | --------------------------- | ---------------- | --- | -------------------------------------------------------------------------------------------- |
|                  | - Johansson — 26 min 11 s - | 0-1 1-1 1-2 1-3  | Eisenschmid (Lanzl, Kluge) — 22 min 40 s (SN) - Anwander (Strobel, Kluge) — 38 min 47 s Lanzl (Zorn) — 39 min 8 s | Arbitrage : Gabrielle Ariano-Lortie Anna Eskola Juges de lignes : Ilona Novotná Justine Todd |
| Grahn            | Gardiens                    | Harß             | | Arbitrage : Gabrielle Ariano-Lortie Anna Eskola Juges de lignes : Ilona Novotná Justine Todd |
| 4 min            | Pénalités                   | 2 min            | | Arbitrage : Gabrielle Ariano-Lortie Anna Eskola Juges de lignes : Ilona Novotná Justine Todd |
| 32               | Tirs                        | 23               | | Arbitrage : Gabrielle Ariano-Lortie Anna Eskola Juges de lignes : Ilona Novotná Justine Todd |

| 1er avril 2017 | République tchèque | 1-2 (0-0, 0-1, 1-1) | Allemagne | USA Hockey Arena 1 496 spectateurs |

| Feuille de match | Feuille de match                                | Feuille de match | Feuille de match                                            | Feuille de match                                                                             |
| ---------------- | ----------------------------------------------- | ---------------- | ----------------------------------------------------------- | -------------------------------------------------------------------------------------------- |
|                  | - Lédlová (Polenská, Zedníková) — 49 min 40 s - | 0-1 1-1 1-2      | Zorn (Kluge) — 34 min 39 s - Kluge (Delarbre) — 58 min 23 s | Arbitrage : Dina Allen Nikoleta Celárová Juges de lignes : Jessica Leclerc Johanna Taurianen |
| Peslarová        | Gardiens                                        | Schröder         |                                                             | Arbitrage : Dina Allen Nikoleta Celárová Juges de lignes : Jessica Leclerc Johanna Taurianen |
| 2 min            | Pénalités                                       | 8 min            |                                                             | Arbitrage : Dina Allen Nikoleta Celárová Juges de lignes : Jessica Leclerc Johanna Taurianen |
| 41               | Tirs                                            | 12               |                                                             | Arbitrage : Dina Allen Nikoleta Celárová Juges de lignes : Jessica Leclerc Johanna Taurianen |

| 1er avril 2017 | Suisse | 1-2 (0-1, 1-0, 0-1) | Suède | USA Hockey Arena 2 168 spectateurs |

| Feuille de match | Feuille de match                           | Feuille de match | Feuille de match                                                       | Feuille de match                                                                     |
| ---------------- | ------------------------------------------ | ---------------- | ---------------------------------------------------------------------- | ------------------------------------------------------------------------------------ |
|                  | - Bullo (Waidacher, Stanz) — 33 min 25 s - | 0-1 1-1 1-2      | Olsson — 5 min 24 s - Johansson (Olsson, Winberg) — 46 min 48 s (2 SN) | Arbitrage : Aina Hove Miyuki Nakayama Juges de lignes : Bettina Angerer Nataša Pagon |
| Schelling        | Gardiens                                   | Grahn            |                                                                        | Arbitrage : Aina Hove Miyuki Nakayama Juges de lignes : Bettina Angerer Nataša Pagon |
| 18 min           | Pénalités                                  | 0 min            |                                                                        | Arbitrage : Aina Hove Miyuki Nakayama Juges de lignes : Bettina Angerer Nataša Pagon |
| 15               | Tirs                                       | 24               |                                                                        | Arbitrage : Aina Hove Miyuki Nakayama Juges de lignes : Bettina Angerer Nataša Pagon |

| 3 avril 2017 | Allemagne | 2-4 (0-3, 0-0, 2-1) | Suisse | USA Hockey Arena 1 404 spectateurs |

| Feuille de match                 | Feuille de match                                                                   | Feuille de match        | Feuille de match | Feuille de match                                                                                     |
| -------------------------------- | ---------------------------------------------------------------------------------- | ----------------------- | --- | --- |
|                                  | - Delarbre (Kratzer) — 40 min 23 s Fiegert (Zorn, Anwander) — 55 min 22 s (2 SN) - | 0-1 0-2 0-3 1-3 2-3 2-4 | Stalder (Meier) — 11 min 22 s Müller (Stalder) — 12 min Müller (Stalder, Raselli) — 15 min 5 s (SN) - Müller — 59 min 8 s (CV) | Arbitrage : Gabrielle Ariano-Lortie Gabriella Gran Juges de lignes : Veronica Johansson Justine Todd |
| Albl (20 min) Harß (39 min 48 s) | Gardiens                                                                           | Schelling               | | Arbitrage : Gabrielle Ariano-Lortie Gabriella Gran Juges de lignes : Veronica Johansson Justine Todd |
| 4 min                            | Pénalités                                                                          | 10 min                  | | Arbitrage : Gabrielle Ariano-Lortie Gabriella Gran Juges de lignes : Veronica Johansson Justine Todd |
| 29                               | Tirs                                                                               | 30                      | | Arbitrage : Gabrielle Ariano-Lortie Gabriella Gran Juges de lignes : Veronica Johansson Justine Todd |

| 3 avril 2017 | Suède | 3-1 (1-1, 2-0, 0-0) | République tchèque | USA Hockey Arena 2 111 spectateurs |

| Feuille de match | Feuille de match                                                                                            | Feuille de match | Feuille de match                          | Feuille de match                                                                    |
| ---------------- | --- | ---------------- | ----------------------------------------- | ----------------------------------------------------------------------------------- |
|                  | - Fällman (Lindh) — 15 min 48 s Fallman (Nordin, Svedin) — 25 min 12 s (SN) Rask (Lowenhielm) — 27 min 59 s | 0-1 1-1 2-1 3-1  | Pejzlová (Tejralová) — 10 min 39 s (SN) - | Arbitrage : Dina Allen Melissa Szkola Juges de lignes : Jessica Leclerc Lisa Linnek |
| Grahn            | Gardiens | Peslarová        |                                           | Arbitrage : Dina Allen Melissa Szkola Juges de lignes : Jessica Leclerc Lisa Linnek |
| 2 min            | Pénalités                                                                                                   | 6 min            |                                           | Arbitrage : Dina Allen Melissa Szkola Juges de lignes : Jessica Leclerc Lisa Linnek |
| 16               | Tirs | 20               |                                           | Arbitrage : Dina Allen Melissa Szkola Juges de lignes : Jessica Leclerc Lisa Linnek |

##### Classement
| Clt   | Équipe    | PJ | V | VP | D | DP | BP | BC | Diff | Pts |
| ----- | --------- | -- | - | -- | - | -- | -- | -- | ---- | --- |
| +001, | Allemagne | 3  | 2 | 0  | 1 | 0  | 7  | 6  | +1   | 6   |
| +002, | Suède     | 3  | 2 | 0  | 1 | 0  | 6  | 5  | +1   | 6   |
| +003, | Suisse    | 3  | 1 | 1  | 1 | 0  | 7  | 5  | +2   | 5   |
| +004, | Tchéquie  | 3  | 0 | 0  | 2 | 1  | 3  | 7  | -4   | 1   |

- Qualifié pour les quarts de finale
- Joue le tour de relégation

Pour les significations des abréviations, voir statistiques du hockey sur glace.
Nota : pour départager les ex aequo, les règles suivantes sont appliquées : 1. Nombre de points, 2. Nombre de points lors d'une confrontation directe, 3. Différence de buts lors des confrontations directes, 4. Nombre de buts marqués lors des confrontations directes, 5. résultat contre la ou les équipes les mieux classées les plus proches en dehors des équipes à égalité, 6. tirage au sort.

### Tour de relégation
Le tour se joue au meilleur des 3 matches : la 1re équipe qui gagne 2 fois reste en Division Élite. 
| 4 avril 2017 | Suisse | 2-4 (0-2, 0-1, 2-1) | République tchèque | USA Hockey Arena 1 355 spectateurs |

| Feuille de match | Feuille de match                                                          | Feuille de match        | Feuille de match                                                                                                   | Feuille de match                                                                                   |
| ---------------- | ------------------------------------------------------------------------- | ----------------------- | --- | -------------------------------------------------------------------------------------------------- |
|                  | - Stalder (Stiefel, Bullo) — 52 min 23 s Altmann (Stalder) — 54 min 5 s - | 0-1 0-2 0-3 1-3 2-3 2-4 | Vanišová (Lédlová, Mrázová) — 14 min 29 s Mrázová — 18 min 59 s Lédlová — 30 min 43 s - Lédlová — 59 min 42 s (CV) | Arbitrage : Nikoleta Celárová Nicole Hertrich Juges de lignes : Bettina Angerer Johanna Tauriainen |
| Schelling        | Gardiens                                                                  | Peslarová               | | Arbitrage : Nikoleta Celárová Nicole Hertrich Juges de lignes : Bettina Angerer Johanna Tauriainen |
| 4 min            | Pénalités                                                                 | 10 min                  | | Arbitrage : Nikoleta Celárová Nicole Hertrich Juges de lignes : Bettina Angerer Johanna Tauriainen |
| 29               | Tirs                                                                      | 22                      | | Arbitrage : Nikoleta Celárová Nicole Hertrich Juges de lignes : Bettina Angerer Johanna Tauriainen |

| 6 avril 2017 | République tchèque | 2-3 (pr) (0-0, 1-2, 1-0, 0-1) | Suisse | USA Hockey Arena 1 478 spectateurs |

| Feuille de match | Feuille de match                                                        | Feuille de match    | Feuille de match                                                                                   | Feuille de match                                                                         |
| ---------------- | ----------------------------------------------------------------------- | ------------------- | -------------------------------------------------------------------------------------------------- | ---------------------------------------------------------------------------------------- |
|                  | Vanišová (Lédlová) — 28 min 39 s - Vanišová (Herzigová) — 43 min 55 s - | 1-0 1-1 1-2 2-2 2-3 | - Bullo (Stanz, Raselli) — 32 min 59 s Stalder — 39 min 47 s - Meier (Stalder, Benz) — 64 min 26 s | Arbitrage : Nicole Hertrich Melissa Szkola Juges de lignes : Bettina Angerer Lisa Linnek |
| Peslarová        | Gardiens                                                                | Schelling           | | Arbitrage : Nicole Hertrich Melissa Szkola Juges de lignes : Bettina Angerer Lisa Linnek |
| 6 min            | Pénalités                                                               | 6 min               | | Arbitrage : Nicole Hertrich Melissa Szkola Juges de lignes : Bettina Angerer Lisa Linnek |
| 36               | Tirs                                                                    | 29                  | | Arbitrage : Nicole Hertrich Melissa Szkola Juges de lignes : Bettina Angerer Lisa Linnek |

| 7 avril 2017 | Suisse | 3-1 (2-1, 0-0, 1-0) | République tchèque | USA Hockey Arena 1 457 spectateurs |

| Feuille de match | Feuille de match | Feuille de match | Feuille de match                     | Feuille de match                                                                  |
| ---------------- | --- | ---------------- | ------------------------------------ | --------------------------------------------------------------------------------- |
|                  | Rüegg (Müller, Stalder) — 7 min 1 s Müller (Meier, Schelling) — 9 min 35 s (SN) - Stalder (Müller, Meier) — 41 min 3 s (SN) | 1-0 2-0 2-1 3-1  | - Vanišová (Lédlová) — 11 min 28 s - | Arbitrage : Dina Allen Aina Hove Juges de lignes : Veronica Johansson Lisa Linnek |
| Schelling        | Gardiens | Škodová          |                                      | Arbitrage : Dina Allen Aina Hove Juges de lignes : Veronica Johansson Lisa Linnek |
| 14 min           | Pénalités | 12 min           |                                      | Arbitrage : Dina Allen Aina Hove Juges de lignes : Veronica Johansson Lisa Linnek |
| 17               | Tirs | 19               |                                      | Arbitrage : Dina Allen Aina Hove Juges de lignes : Veronica Johansson Lisa Linnek |

### Phase finale

#### Tableau
|  | Quarts de finale                 | Quarts de finale                 |                                  |                                  | Demi-finales                     | Demi-finales                     |  |  | Finale                           | Finale                           |
|  | Quarts de finale                 | Quarts de finale                 |                                  |                                  | Demi-finales                     | Demi-finales                     |  |  | Finale                           | Finale                           |
|  |                                  |                                  |                                  |                                  |                                  |                                  |  |  |                                  |                                  |
|  | 4 avril 2017, USA Hockey Arena 1 | 4 avril 2017, USA Hockey Arena 1 |                                  |                                  | 6 avril 2017, USA Hockey Arena 1 | 6 avril 2017, USA Hockey Arena 1 |  |  | 7 avril 2017, USA Hockey Arena 1 | 7 avril 2017, USA Hockey Arena 1 |
|  | 4 avril 2017, USA Hockey Arena 1 | 4 avril 2017, USA Hockey Arena 1 |                                  |                                  | 6 avril 2017, USA Hockey Arena 1 | 6 avril 2017, USA Hockey Arena 1 |  |  | 7 avril 2017, USA Hockey Arena 1 | 7 avril 2017, USA Hockey Arena 1 |
|  | 4 avril 2017, USA Hockey Arena 1 | 4 avril 2017, USA Hockey Arena 1 | États-Unis                       | 11                               |                                  |                                  |  |  | 7 avril 2017, USA Hockey Arena 1 | 7 avril 2017, USA Hockey Arena 1 |
|  | Russie                           | 1                                | États-Unis                       | 11                               |                                  |                                  |  |  | 7 avril 2017, USA Hockey Arena 1 | 7 avril 2017, USA Hockey Arena 1 |
|  | Russie                           | 1                                | Allemagne                        | 0                                |                                  |                                  |  |  | 7 avril 2017, USA Hockey Arena 1 | 7 avril 2017, USA Hockey Arena 1 |
|  | Allemagne                        | 2                                | Allemagne                        | 0                                |                                  |                                  |  |  | 7 avril 2017, USA Hockey Arena 1 | 7 avril 2017, USA Hockey Arena 1 |
|  | Allemagne                        | 2                                | 6 avril 2017, USA Hockey Arena 1 | 6 avril 2017, USA Hockey Arena 1 | États-Unis                       | 3 P                              |  |  |                                  |                                  |
|  | 4 avril 2017, USA Hockey Arena 1 |                                  | 6 avril 2017, USA Hockey Arena 1 | 6 avril 2017, USA Hockey Arena 1 | États-Unis                       | 3 P                              |  |  |                                  |                                  |
|  |                                  | Canada                           | 6 avril 2017, USA Hockey Arena 1 | 6 avril 2017, USA Hockey Arena 1 | 2                                |                                  |  |  |                                  |                                  |
|  | Finlande                         | Canada                           | 6 avril 2017, USA Hockey Arena 1 | 6 avril 2017, USA Hockey Arena 1 | 2                                | 4                                |  |  |                                  |                                  |
|  | Finlande                         | Finlande                         | 0                                |                                  |                                  | 4                                |  |  |                                  |                                  |
|  | Suède                            | Finlande                         | 0                                | 0                                |                                  |                                  |  |  |                                  |                                  |
|  | Suède                            | Canada                           | 4                                | 0                                |                                  |                                  |  |  |                                  |                                  |
|  |                                  | Canada                           | 4                                | Match pour la 3e place           |                                  |                                  |  |  |                                  |                                  |
|  | Match pour la 5e place           |                                  |                                  |                                  |                                  |                                  |  |  |                                  |                                  |
|  | 6 avril 2017, USA Hockey Arena 2 | 6 avril 2017, USA Hockey Arena 2 | 7 avril 2017, USA Hockey Arena 1 | 7 avril 2017, USA Hockey Arena 1 |                                  |                                  |  |  |                                  |                                  |
|  | 6 avril 2017, USA Hockey Arena 2 | 6 avril 2017, USA Hockey Arena 2 | 7 avril 2017, USA Hockey Arena 1 | 7 avril 2017, USA Hockey Arena 1 |                                  |                                  |  |  |                                  |                                  |
|  | Russie                           | 4 F                              | Finlande                         | 8                                |                                  |                                  |  |  |                                  |                                  |
|  | Russie                           | 4 F                              | Finlande                         | 8                                |                                  |                                  |  |  |                                  |                                  |
|  | Suède                            | 3                                | Allemagne                        | 0                                |                                  |                                  |  |  |                                  |                                  |
|  | Suède                            | 3                                | Allemagne                        | 0                                |                                  |                                  |  |  |                                  |                                  |

Nota : P : Prolongation    -    F : Tirs de fusillade

#### Quarts de finale
| 4 avril 2017 | Finlande | 4-0 (2-0, 1-0, 1-0) | Suède | USA Hockey Arena 1 397 spectateurs |

| Feuille de match | Feuille de match | Feuille de match | Feuille de match | Feuille de match                                                                              |
| ---------------- | --- | ---------------- | ---------------- | --------------------------------------------------------------------------------------------- |
|                  | Säkkinen (Lindstedt, Karna) — 4 min 19 s Välimäki (Tuominen, Tapani) — 6 min 55 s () Hiirikosko (Tapani) — 23 min 3 s () Tapani (Valila, Karvinen) — 48 min 53 s | 1-0 2-0 3-0 4-0  | -                | Arbitrage : Dina Allen Gabrielle Ariano-Lortie Juges de lignes : Jessica Leclerc Nataša Pagon |
| Räty             | Gardiens | Grahn            |                  | Arbitrage : Dina Allen Gabrielle Ariano-Lortie Juges de lignes : Jessica Leclerc Nataša Pagon |
| 8 min            | Pénalités | 12 min           |                  | Arbitrage : Dina Allen Gabrielle Ariano-Lortie Juges de lignes : Jessica Leclerc Nataša Pagon |
| 42               | Tirs | 16               |                  | Arbitrage : Dina Allen Gabrielle Ariano-Lortie Juges de lignes : Jessica Leclerc Nataša Pagon |

| 4 avril 2017 | Russie | 1-2 (1-0, 0-1, 0-1) | Allemagne | USA Hockey Arena 1 486 spectateurs |

| Feuille de match | Feuille de match                                  | Feuille de match | Feuille de match                                                                                | Feuille de match                                                                     |
| ---------------- | ------------------------------------------------- | ---------------- | ----------------------------------------------------------------------------------------------- | ------------------------------------------------------------------------------------ |
|                  | Chokhina (Chtarïova, Dergatchiova) — 2 min 36 s - | 1-0 1-1 1-2      | - Spielberger (Zorn, Fiegert) — 34 min 44 s (2 SN) Delarbre (Graeve, Spielberger) — 49 min 12 s | Arbitrage : Anna Eskola Aina Hove Juges de lignes : Veronica Johansson Ilona Novotná |
| Alexandrova      | Gardiens                                          | Harß             |                                                                                                 | Arbitrage : Anna Eskola Aina Hove Juges de lignes : Veronica Johansson Ilona Novotná |
| 12 min           | Pénalités                                         | 6 min            |                                                                                                 | Arbitrage : Anna Eskola Aina Hove Juges de lignes : Veronica Johansson Ilona Novotná |
| 24               | Tirs                                              | 22               |                                                                                                 | Arbitrage : Anna Eskola Aina Hove Juges de lignes : Veronica Johansson Ilona Novotná |

#### Match pour la cinquième place
| 6 avril 2017 | Russie | 4-3 (TB) (0-1, 0-1, 3-1, 0-0, 1-0) | Suède | USA Hockey Arena 2 102 spectateurs |

| Feuille de match | Feuille de match | Feuille de match            | Feuille de match | Feuille de match                                                                                  |
| ---------------- | --- | --------------------------- | --- | ------------------------------------------------------------------------------------------------- |
|                  | - Beliakova (Dergatchiova) — 42 min 30 s Smolentseva (Chtarïova, Pirogova) — 50 min 47 s Sossina (Chokhina) — 53 min 48 s - Kadirova — 70 min (TB) | 0-1 0-2 1-2 2-2 3-2 3-3 4-3 | Fallman (Udén Johansson, Lindh) — 17 min 7 s Fallman (Nordin) — 20 min 42 s (2 SN) - Winberg (Nordin) — 57 min 52 s (SN) | Arbitrage : Nikoleta Celárová Drahomira Fialova Juges de lignes : Michaela Kúdeľová Ilona Novotná |
| Sorokina         | Gardiens | Berndtsson                  | | Arbitrage : Nikoleta Celárová Drahomira Fialova Juges de lignes : Michaela Kúdeľová Ilona Novotná |
| 32 min           | Pénalités | 8 min                       | | Arbitrage : Nikoleta Celárová Drahomira Fialova Juges de lignes : Michaela Kúdeľová Ilona Novotná |
| 39               | Tirs | 23                          | | Arbitrage : Nikoleta Celárová Drahomira Fialova Juges de lignes : Michaela Kúdeľová Ilona Novotná |

#### Demi-finales
| 6 avril 2017 | Canada | 4-0 (1-0, 2-0, 1-0) | Finlande | USA Hockey Arena 1 1 166 spectateurs |

| Feuille de match | Feuille de match | Feuille de match | Feuille de match | Feuille de match                                                                           |
| ---------------- | --- | ---------------- | ---------------- | ------------------------------------------------------------------------------------------ |
|                  | Potomak (Jenner, Spooner) — 17 min 35 s Poulin (Spooner) — 25 min 8 s (SN) Johnston (Poulin) — 27 min 33 s Clark (Rougeau) — 55 min 31 s (IN + CV) | 1-0 2-0 3-0 4-0  | -                | Arbitrage : Dina Allen Gabriella Gran Juges de lignes : Veronica Johansson Jessica LEclerc |
| Szabados         | Gardiens | Räty             |                  | Arbitrage : Dina Allen Gabriella Gran Juges de lignes : Veronica Johansson Jessica LEclerc |
| 12 min           | Pénalités | 10 min           |                  | Arbitrage : Dina Allen Gabriella Gran Juges de lignes : Veronica Johansson Jessica LEclerc |
| 35               | Tirs | 23               |                  | Arbitrage : Dina Allen Gabriella Gran Juges de lignes : Veronica Johansson Jessica LEclerc |

| 6 avril 2017 | États-Unis | 11-0 (2-0, 5-0, 4-0) | Allemagne | USA Hockey Arena 1 1 872 spectateurs |

| Feuille de match | Feuille de match | Feuille de match                              | Feuille de match | Feuille de match                                                                                |
| ---------------- | --- | --------------------------------------------- | ---------------- | ----------------------------------------------------------------------------------------------- |
|                  | Knight (Coyne) — 1 min 6 s Stack (Skarupa, M. Lamoureux) — 8 min 47 s Coyne (Decker, M. Lamoureux) — 22 min 2 s (SN) Pfalzer (Kessel, Keller) — 23 min 38 s J. Lamoureux (Stack) — 23 min 24 s Coyne (Knight, Decker) — 24 min 22 s Keller (Kessel) — 26 min 15 s Pelkey (Bellamy, Kessel) — 44 min 19 s M. Lamoureux (Decker, Knight) — 53 min 6 s Skarupa (Stack) — 54 min 10 s Carpenter (Keller) — 59 min 47 s (SN) | 1-0 2-0 3-0 4-0 5-0 6-0 7-0 8-0 9-0 10-0 11-0 | -                | Arbitrage : Gabrielle Ariano-Lortie Aina Hove Juges de lignes : Johanna Tauriainen Justine Todd |
| Hensley          | Gardiens | Harß (26 min 15 s) Schröder (33 min 45 s)     |                  | Arbitrage : Gabrielle Ariano-Lortie Aina Hove Juges de lignes : Johanna Tauriainen Justine Todd |
| 2 min            | Pénalités | 10 min                                        |                  | Arbitrage : Gabrielle Ariano-Lortie Aina Hove Juges de lignes : Johanna Tauriainen Justine Todd |
| 50               | Tirs | 8                                             |                  | Arbitrage : Gabrielle Ariano-Lortie Aina Hove Juges de lignes : Johanna Tauriainen Justine Todd |

#### Match pour la troisième place
| 7 avril 2017 | Finlande | 8-0 (3-0, 5-0, 0-0) | Allemagne | USA Hockey Arena 1 836 spectateurs |

| Feuille de match | Feuille de match | Feuille de match                | Feuille de match | Feuille de match                                                                                  |
| ---------------- | --- | ------------------------------- | ---------------- | ------------------------------------------------------------------------------------------------- |
|                  | Nieminen (Välimäki, Hiirikoski) — 53 s Savolainen (Hovi, Tuominen) — 16 min 17 s Hovi (Välimäki) — 17 min 30 s (IN) Hiirikoski (Valila, Karvinen) — 21 min 42 s (SN) Tulus (Hiirikoski, Niskanen) — 29 min 8 s Valkama (Tulus, Lindstedt) — 31 min 15 s Nieminen (Kilponen) — 35 min 15 s Jalosuo (Tapani) — 39 min 42 s | 1-0 2-0 3-0 4-0 5-0 6-0 7-0 8-0 | -                | Arbitrage : Gabrielle Ariano-Lortie Melissa Szkola Juges de lignes : Jessica Leclerc Justine Todd |
| Räty             | Gardiens | Harß (20 min) Schröder (40 min) |                  | Arbitrage : Gabrielle Ariano-Lortie Melissa Szkola Juges de lignes : Jessica Leclerc Justine Todd |
| 6 min            | Pénalités | 18 min                          |                  | Arbitrage : Gabrielle Ariano-Lortie Melissa Szkola Juges de lignes : Jessica Leclerc Justine Todd |
| 38               | Tirs | 11                              |                  | Arbitrage : Gabrielle Ariano-Lortie Melissa Szkola Juges de lignes : Jessica Leclerc Justine Todd |

#### Finale
| 7 avril 2017 | États-Unis | 3-2 (pr) (1-1, 0-0, 1-1, 1-0) | Canada | USA Hockey Arena 1 3 917 spectateurs |

| Feuille de match | Feuille de match                                                                                             | Feuille de match    | Feuille de match                                             | Feuille de match                                                                         |
| ---------------- | --- | ------------------- | ------------------------------------------------------------ | ---------------------------------------------------------------------------------------- |
|                  | - Bellamy (Coyne, Decker) — 4 min 34 s Bellamy (Knight, Decker) — 40 min 42 s - Knight (Coyne) — 70 min 17 s | 0-1 1-1 2-1 2-2 3-2 | Agosta (Wakefiled) — 1 min 1 s - Jenner — 49 min 44 s (SN) - | Arbitrage : Anna Eskola Gabrielle Gran Juges de lignes : Nataša Pagon Johanna Tauriainen |
| Hensley          | Gardiens | Szabados            |                                                              | Arbitrage : Anna Eskola Gabrielle Gran Juges de lignes : Nataša Pagon Johanna Tauriainen |
| 10 min           | Pénalités | 10 min              |                                                              | Arbitrage : Anna Eskola Gabrielle Gran Juges de lignes : Nataša Pagon Johanna Tauriainen |
| 40               | Tirs | 30                  |                                                              | Arbitrage : Anna Eskola Gabrielle Gran Juges de lignes : Nataša Pagon Johanna Tauriainen |

### Classement final
| Place              | Équipe     |
| ------------------ | ---------- |
| Médaille d'or      | États-Unis |
| Médaille d'argent  | Canada     |
| Médaille de bronze | Finlande   |
| 4                  | Allemagne  |
| 5                  | Russie     |
| 6                  | Suède      |
| 7                  | Suisse     |
| 8                  | Tchéquie   |

En raison de la réorganisation de la Division Élite à compter de l'édition 2019 (passage de 8 à 10 équipes),, la République tchèque, initialement reléguée, est maintenue.

### Médaillées
| Championnes du monde États-Unis | Kacey Bellamy, Megan Bozek, Hannah Brandt, Alexandra Carpenter, Kendall Coyne, Brianna Decker, Meghan Duggan, Kali Flanagan, Nicole Hensley, Megan Keller, Amanda Kessel, Hilary Knight, Jocelyne Lamoureux, Monique Lamoureux, Gisele Marvin, Kelly Pannek, Amanda Pelkey, Emily Pfalzer, Alex Rigsby, Maddie Rooney, Haley Skarupa, Kelli Stack et Lee Stecklein Entraîneur : Robb Stauber Entraîneur assistant : Brett Strot |

| Argent Canada | Meghan Agosta, Erin Ambrose, Bailey Bram, Emily Clark, Sarah Davis, Renata Fast, Laura Fortino, Haley Irwin, Brianne Jenner, Rebecca Johnston, Halli Krzyzaniak, Geneviève Lacasse, Jocelyne Larocque, Emerance Maschmeyer, Meaghan Mikkelson, Sarah Potomak, Marie-Philip Poulin, Lauriane Rougeau, Natalie Spooner, Laura Stacey, Shannon Szabados, Blayre Turnbull et Jennifer Wakefield Entraîneur : Laura Schuler Entraîneurs assistants : Dwayne Gylywoychuk et Troy Ryan |

| Bronze Finlande | Sanni Hakala, Jenni Hiirikoski, Venla Hovi, Mira Jalosuo, Sari Kärnä, Anni Keisala, Michelle Karvinen, Anna Kilponen, Rosa Lindstedt, Petra Nieminen, Tanja Niskanen, Emma Nuutinen, Isa Rahunen, Noora Räty, Sara Säkkinen, Ronja Savolainen, Eveliina Suonpää, Susanna Tapani, Minttu Tuominen, Noora Tulus, Riika Valila, Linda Välimäki et Saana Valkama Entraîneur : Pasi Mustonen Entraîneurs assistants : Tommi Pärmäkoski et Juuso Toivola |

### Récompenses individuelles
| Équipe-type des médias.                                              |
| Poulin Decker Coyne Hiirikoski M.Lamoureux Räty MVP : Brianna Decker |
| Poulin Decker Coyne Hiirikoski M.Lamoureux Räty MVP : Brianna Decker |

Équipe type IIHF :
- Meilleure gardienne : Noora Räty (FIN)
- Meilleure défenseuse : Jenni Hiirikoski (FIN)
- Meilleure attaquante : Brianna Decker (USA)

### Statistiques individuelles
Pour les significations des abréviations, voir statistiques du hockey sur glace.
| Clt | Joueuse             | Équipe     | PJ | B | A | Pts | Pun | +/- |
| --- | ------------------- | ---------- | -- | - | - | --- | --- | --- |
| 1   | Kendall Coyne       | États-Unis | 5  | 5 | 7 | 12  | 0   | +10 |
| 2   | Brianna Decker      | États-Unis | 5  | 3 | 9 | 12  | 8   | +11 |
| 3   | Hilary Knight       | États-Unis | 5  | 4 | 5 | 9   | 0   | +10 |
| 4   | Lara Stalder        | Suisse     | 6  | 4 | 5 | 9   | 2   | +5  |
| 5   | Susanna Tapani      | Finlande   | 6  | 3 | 6 | 9   | 2   | 0   |
| 6   | Alina Müller        | Suisse     | 6  | 4 | 4 | 8   | 2   | +2  |
| 7   | Aneta Lédlová       | Tchéquie   | 6  | 3 | 3 | 6   | 12  | +7  |
| 8   | Marie-Philip Poulin | Canada     | 5  | 2 | 4 | 6   | 2   | +3  |
| 9   | Amanda Kessel       | États-Unis | 5  | 1 | 5 | 6   | 0   | +4  |
| 9   | Monique Lamoureux   | États-Unis | 5  | 1 | 5 | 6   | 2   | +11 |

| Clt | Joueuse               | Équipe     | PJ | Min          | BC | Moy  | %Arr  | Bl |
| --- | --------------------- | ---------- | -- | ------------ | -- | ---- | ----- | -- |
| 1   | Nicole Hensley        | États-Unis | 3  | 190 min 17 s | 2  | 0,63 | 96,43 | 2  |
| 2   | Shannon Szabados      | Canada     | 4  | 248 min 29 s | 5  | 1,21 | 95,41 | 2  |
| 3   | Florence Schelling    | Suisse     | 6  | 368 min 0 s  | 11 | 1,79 | 93,12 | 0  |
| 4   | Noora Räty            | Finlande   | 6  | 355 min 3 s  | 12 | 2,03 | 92,36 | 2  |
| 5   | Nadezhda Aleksandrova | Russie     | 4  | 183 min 18 s | 6  | 1,96 | 91,43 | 0  |
| 6   | Sara Grahn            | Suède      | 4  | 237 min 59 s | 9  | 2,27 | 91,00 | 0  |
| 7   | Klára Peslarová       | Tchéquie   | 5  | 305 min 58 s | 12 | 2,35 | 89,74 | 0  |
| 8   | Jennifer Harß         | Allemagne  | 5  | 206 min 3 s  | 12 | 3,49 | 88,68 | 0  |
| 9   | Maria Sorokina        | Russie     | 3  | 125 min 38 s | 15 | 7,19 | 80,26 | 0  |

Nota : seules sont classées les gardiennes ayant joué au minimum 40 % du temps de jeu de leur équipe.
Pour les significations des abréviations, voir statistiques du hockey sur glace.

## Autres Divisions

### Division IA
La compétition se déroule du 15 au 21 avril 2017 à Graz en Autriche.
| Clt   | Équipe      | PJ | V | VP | D | DP | BP | BC | Diff | Pts |
| ----- | ----------- | -- | - | -- | - | -- | -- | -- | ---- | --- |
| +001, | Japon (R)   | 5  | 5 | 0  | 0 | 0  | 17 | 4  | +13  | 15  |
| +002, | Autriche    | 5  | 4 | 0  | 1 | 0  | 20 | 12 | +8   | 12  |
| +003, | Norvège     | 5  | 2 | 0  | 3 | 0  | 17 | 14 | +3   | 6   |
| +004, | Danemark    | 5  | 2 | 0  | 3 | 0  | 5  | 12 | -7   | 6   |
| +005, | Hongrie (P) | 5  | 2 | 0  | 3 | 0  | 5  | 11 | 0    | 6   |
| +006, | France      | 5  | 0 | 0  | 5 | 0  | 1  | 12 | -11  | 0   |

- Promu en Division Élite en 2018
- Relégué en Division IB en 2018[1],[2]

Pour les significations des abréviations, voir statistiques du hockey sur glace.

### Division IB
La compétition se déroule du 8 au 14 avril 2017 à Katowice en Pologne.
| Clt   | Équipe        | PJ | V | VP | D | DP | BP | BC | Diff | Pts |
| ----- | ------------- | -- | - | -- | - | -- | -- | -- | ---- | --- |
| +001, | Slovaquie (R) | 5  | 4 | 0  | 1 | 0  | 22 | 9  | +13  | 12  |
| +002, | Kazakhstan    | 5  | 3 | 0  | 1 | 1  | 11 | 10 | +1   | 10  |
| +003, | Lettonie      | 5  | 3 | 0  | 2 | 0  | 13 | 17 | -4   | 9   |
| +004, | Chine         | 5  | 2 | 1  | 2 | 0  | 13 | 6  | +7   | 8   |
| +005, | Italie        | 5  | 1 | 0  | 3 | 1  | 8  | 12 | -4   | 4   |
| +006, | Pologne (P)   | 5  | 0 | 1  | 4 | 0  | 11 | 24 | -13  | 2   |

- Promu en Division IA en 2018
- Relégué en Division IIA en 2018[1],[2]

Pour les significations des abréviations, voir statistiques du hockey sur glace.

### Division IIA
La compétition se déroule du 2 au 8 avril 2017 à Gangneung en Corée du Sud.
| Clt   | Équipe          | PJ | V | VP | D | DP | BP | BC | Diff | Pts |
| ----- | --------------- | -- | - | -- | - | -- | -- | -- | ---- | --- |
| +001, | Corée du Sud    | 5  | 5 | 0  | 0 | 0  | 21 | 3  | +18  | 15  |
| +002, | Pays-Bas (R)    | 5  | 4 | 0  | 1 | 0  | 17 | 10 | +7   | 12  |
| +003, | Grande-Bretagne | 5  | 2 | 0  | 2 | 1  | 20 | 16 | +4   | 7   |
| +004, | Corée du Nord   | 5  | 1 | 1  | 3 | 0  | 10 | 13 | -3   | 5   |
| +005, | Slovénie        | 5  | 1 | 0  | 4 | 0  | 9  | 22 | -13  | 3   |
| +006, | Australie (P)   | 5  | 0 | 1  | 4 | 0  | 7  | 20 | -13  | 3   |

- Promu en Division IB en 2018
- Relégué en Division IIB en 2018[1],[2]

Pour les significations des abréviations, voir statistiques du hockey sur glace.

### Division IIB
La compétition se déroule du 27 février au 5 mars 2017 à Reykjavik en Islande.
| Clt   | Équipe           | PJ | V | VP | D | DP | BP | BC | Diff | Pts |
| ----- | ---------------- | -- | - | -- | - | -- | -- | -- | ---- | --- |
| +001, | Mexique          | 5  | 4 | 0  | 1 | 0  | 19 | 9  | +10  | 12  |
| +002, | Espagne          | 5  | 3 | 1  | 1 | 0  | 26 | 7  | +19  | 11  |
| +003, | Nouvelle-Zélande | 5  | 3 | 0  | 1 | 1  | 20 | 13 | +7   | 10  |
| +004, | Islande          | 5  | 2 | 0  | 3 | 0  | 19 | 13 | +6   | 6   |
| +005, | Turquie          | 5  | 2 | 0  | 3 | 0  | 15 | 31 | -16  | 6   |
| +006, | Roumanie (P)     | 5  | 0 | 0  | 5 | 0  | 10 | 36 | -26  | 0   |

- Promu en Division IIA en 2018
- Relégué en Qualification pour la Division IIB en 2018[1],[2]

Pour les significations des abréviations, voir statistiques du hockey sur glace.

### Qualification pour la Division IIB
La compétition se déroule du 12 au 17 décembre 2016 à Taipei à Taïwan.
| Clt   | Équipe         | PJ | V | VP | D | DP | BP | BC | Diff | Pts |
| ----- | -------------- | -- | - | -- | - | -- | -- | -- | ---- | --- |
| +001, | Taipei chinois | 4  | 4 | 0  | 0 | 0  | 32 | 3  | +29  | 12  |
| +002, | Belgique       | 4  | 3 | 0  | 1 | 0  | 22 | 3  | +19  | 9   |
| +003, | Afrique du Sud | 4  | 2 | 0  | 2 | 0  | 22 | 15 | +7   | 6   |
| +004, | Bulgarie       | 4  | 1 | 0  | 3 | 0  | 6  | 32 | -26  | 3   |
| +005, | Hong Kong      | 4  | 0 | 0  | 4 | 0  | 3  | 32 | -29  | 0   |

- Promu en Division IIB en 2018

Pour les significations des abréviations, voir statistiques du hockey sur glace.